# 哈拉尔德·海因克
哈拉尔德·海因克（德語：Harald Heinke，1955年5月15日—），德国男子柔道运动员。他曾代表东德参加1980年夏季奥林匹克运动会柔道比赛，获得男子78公斤级铜牌。